# Melanargia valentini
Melanargia valentini är en fjärilsart som beskrevs av Williams 1951. Melanargia valentini ingår i släktet Melanargia och familjen praktfjärilar. Inga underarter finns listade i Catalogue of Life.